# Echipa națională de fotbal a Bangladeshului
Echipa națională de fotbal a Bangladeshului (în Bangla: বাংলাদেশ জাতীয় ফুটবল দল) reprezintă pe plan fotbalistic statul Bangladesh și este controlată de Federația de Fotbal din Bangladesh. Este membră a AFC și până în prezent (2010) nu a reușit să se califice niciodată la Campionatul Mondial de Fotbal. Echipa a luat naștere în 1972 și s-a afiliat la FIFA în 1974.

## Campania de calificare la CM
Bangladesh a participat la toate campaniile de calificare. Nu s-a calificat niciodată la Campionatul Mondial, cele mai bune performanțe ale echipei fiind date de câteva victorii.
- 1930 - 1982 - Nu a participat deoarece făcea parte din Imperiul Britanic până în 1947, iar apoi din Pakistan, 1947-1971
- 1986 - 2010 - Nu s-a calificat

### Calificările pentruCampionatul Mondial de Fotbal 2010

#### Primul tur
| Echipa 1   | Goluri | Echipa 1    | Tur | Retur |
| ---------- | ------ | ----------- | --- | ----- |
| Bangladesh | 1-6    | Tadjikistan | 1-1 | 0-5   |

## Cupa Asiei
- 1956 - 1976 - Nu a participat
- 1980 - Turul 1
- 1984 - 1992 - Nu s-a calificat
- 1996 - Nu s-a calificat
- 2000 - 2011 - Nu s-a calificat

## AFC Challenge Cup
| AFC Challenge Cup | AFC Challenge Cup                       | AFC Challenge Cup | AFC Challenge Cup | AFC Challenge Cup | AFC Challenge Cup | AFC Challenge Cup | AFC Challenge Cup |
| An                | Tut                                     | J                 | V                 | E                 | I                 | GP                | GI                |
| ----------------- | --------------------------------------- | ----------------- | ----------------- | ----------------- | ----------------- | ----------------- | ----------------- |
| 2006              | Sferturi de finală                      | 4                 | 2                 | 1                 | 1                 | 7                 | 8                 |
| 2008              | Nu s-a calificat                        | -                 | -                 | -                 | -                 | -                 | -                 |
| 2010              | Faza grupelor                           | 3                 | 1                 | 0                 | 2                 | 3                 | 6                 |
| Total             | Cel mai bun rezultat:Sferturi de finală | 7                 | 3                 | 1                 | 3                 | 10                | 14                |

## Federația de Fotbal Sud Asiatică (SAFF)

### Campionatul SAFF
| Campionatul SAFF | Campionatul SAFF                  | Campionatul SAFF | Campionatul SAFF | Campionatul SAFF | Campionatul SAFF | Campionatul SAFF | Campionatul SAFF |
| Anul             | Tur                               | J                | V                | E                | I                | GP               | GI               |
| ---------------- | --------------------------------- | ---------------- | ---------------- | ---------------- | ---------------- | ---------------- | ---------------- |
| 1993             | Nu a participat                   | -                | -                | -                | -                | -                | -                |
| 1995             | Semifinalistă                     | 3                | 1                | 1                | 1                | 2                | 1                |
| 1997             | Faza grupelor                     | 2                | 0                | 1                | 1                | 1                | 4                |
| 1999             | Locul secund                      | 4                | 2                | 1                | 1                | 6                | 3                |
| 2003             | Câștigători                       | 5                | 4                | 1                | 0                | 8                | 2                |
| 2005             | Locul secund                      | 5                | 3                | 1                | 1                | 7                | 3                |
| & 2008           | Faza grupelor                     | 3                | 0                | 2                | 1                | 3                | 4                |
| 2009             | Semifinalistă                     | 4                | 2                | 1                | 1                | 6                | 3                |
| Total            | Cel mai bun rezultat: Câștigători | 26               | 12               | 8                | 6                | 33               | 20               |